# Каммерштайн
Каммерштайн (нім. Kammerstein) — сільська громада в Німеччині, розташована в землі Баварія. Підпорядковується адміністративному округу Середня Франконія. Входить до складу району Рот.
Площа — 37,11 км2. Населення становить 3049 ос. (станом на 31 грудня 2020).